# Вальтер, Александр Петрович
Александр Петрович Вальтер (28 декабря 1817 [9 января 1818] — 22 сентября [4 октября] 1889) — русский анатом и физиолог немецкого происхождения. Профессор кафедры физиологической анатомии и микроскопии Киевского Университета (1846—1867). Инициатор создания и первый директор Анатомического театра медицинского факультета Киевского университета, построенного по проекту архитектора Александра Беретти.

## Образование
Окончил медицинский факультет Дерптского университета в 1841 году. Ученик Н. И. Пирогова. Продолжил изучение медицины в Берлине у знаменитого анатома и физиолога Иоганна Мюллера и в Вене у Карла Рокитанского.

## Научная деятельность
По рекомендации Пирогова в 1843 году избран адъюнктом, а в 1846 — профессором кафедры физиологической анатомии и микроскопии Киевского Университета Св. Владимира. В Киеве Вальтер проработал более 30 лет, до 1874 г. С 1844 по 1867 год он возглавлял кафедру физиологической анатомии и микроскопии, а также руководил анатомическим театром университета. В 1845 году защитил первую в истории Киевского университета диссертацию по медицине «Микроскопическое исследование механизма сплетения волос в колтун».
Научные работы посвящены проблемам функциональной морфологии, физиологии кровообращения, общей физиологии. В 1842 году с помощью экспериментов на лягушках установил, что раздражение симпатических нервов приводит к сужению просвета сосудов, а их выключение, наоборот, к расширению. Таким образом, Вальтер раньше Клода Бернара доказал регулируемое влияние симпатических нервов на тонус кровеносных сосудов.
Начиная с 1862 года опубликовал большую серию работ про процессы теплотворения и терморегуляции у живых организмов. Например, изучив действие холода, предложил охлаждение как средство для уменьшения кровотечения у животных во время проведения вивисекций.
В своём учебнике «Курс анатомии человеческого тела» (1851), в отличие от других авторов того времени, использовал множество данных по физиологии.
Основал и издавал на собственные средства журнал «Современная медицина» (1860—1880), первый медицинский журнал Украины. Более половины подписчиков журнала были специалистами из Европы и России. Журнал пропагандировал физиологическое направление в медицине, критиковал состояние медико-санитарного дела в Российской империи, поднимал вопросы реформирования высшей школы и т. п. До 1876 года журнал издавался в Киеве, а затем, в связи с переездом Вальтера, — в Варшаве (до 1880 года).

### Интересный факт
А. П. Вальтер на протяжении многих лет был другом дома профессора С. П. Алферьева (1816—1884) — одного из первых профессоров медицинского факультета, известного врача, декана факультета и главы Общества киевских врачей в 50-е гг. Его дом был одним из культурных центров Киева. В 1849 г. у С. П. Алферьева поселился его племянник, 18-летний Николай Лесков, будущий писатель, который приехал в Киев с целью записаться вольнослушателем в Университет св. Владимира. Посещая лекции на разных факультетах, он слушал также анатомию, которая поразила его воображение. Именно Александр Петрович Вальтер уговорил Николая Лескова написать первый фельетон, который опубликовал в своём журнале «Современная медицина». Так началась творческая жизнь писателя. Лесков напечатал в Киеве несколько своих первых статей («Заметка о зданиях» — 1860, N 29; «О рабочем классе» — 1860, N 32; «Несколько слов о врачах рекрутских присутствий» — 1860, N 36, и др.)

## Первый директорАнатомического театра Киевского университета Св. Владимира

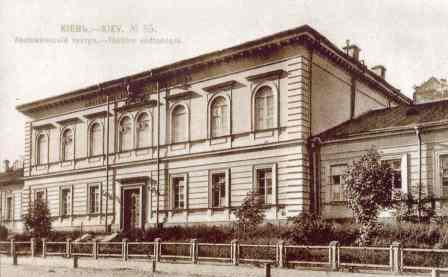
Анатомический театр Киевского университета

В первые годы существования медицинского факультета кафедра анатомии размещалась сперва в арендованном частном доме, а затем в Красном корпусе университета, откуда она была выведена в 1847 г.
В 1851—1853 гг. был возведен корпус Анатомического театра (в настоящее время — Национальный музей медицины Украины), что случилось в значительной степени благодаря энергичности и настойчивости А. П. Вальтера. Вместе с архитектором А. В. Беретти Вальтер выбирал место и разрабатывал проект «Анатомикума» (анатомического театра) по улице Фундуклеевской. По словам его преемника, профессора В. А. Беца, это был настоящий дворец науки, который по своим возможностям превышал большинство подобных европейских учреждений.

## Последние годы жизни
В 1867 году Вальтер оставил кафедру, однако в 1869 году он становится сверхштатным профессором анатомии. В 1874 году он окончательно прощается с университетом, получив назначение медицинским инспектором варшавских гражданских больниц, где и проработал до самой своей смерти.
В своём завещании Вальтер написал: «Желаю быть похороненным на русской земле, рядом с родным Киевским университетом». Согласно его воле, Александр Петрович похоронен в Киеве, на Байковом кладбище.